# 日本婚姻

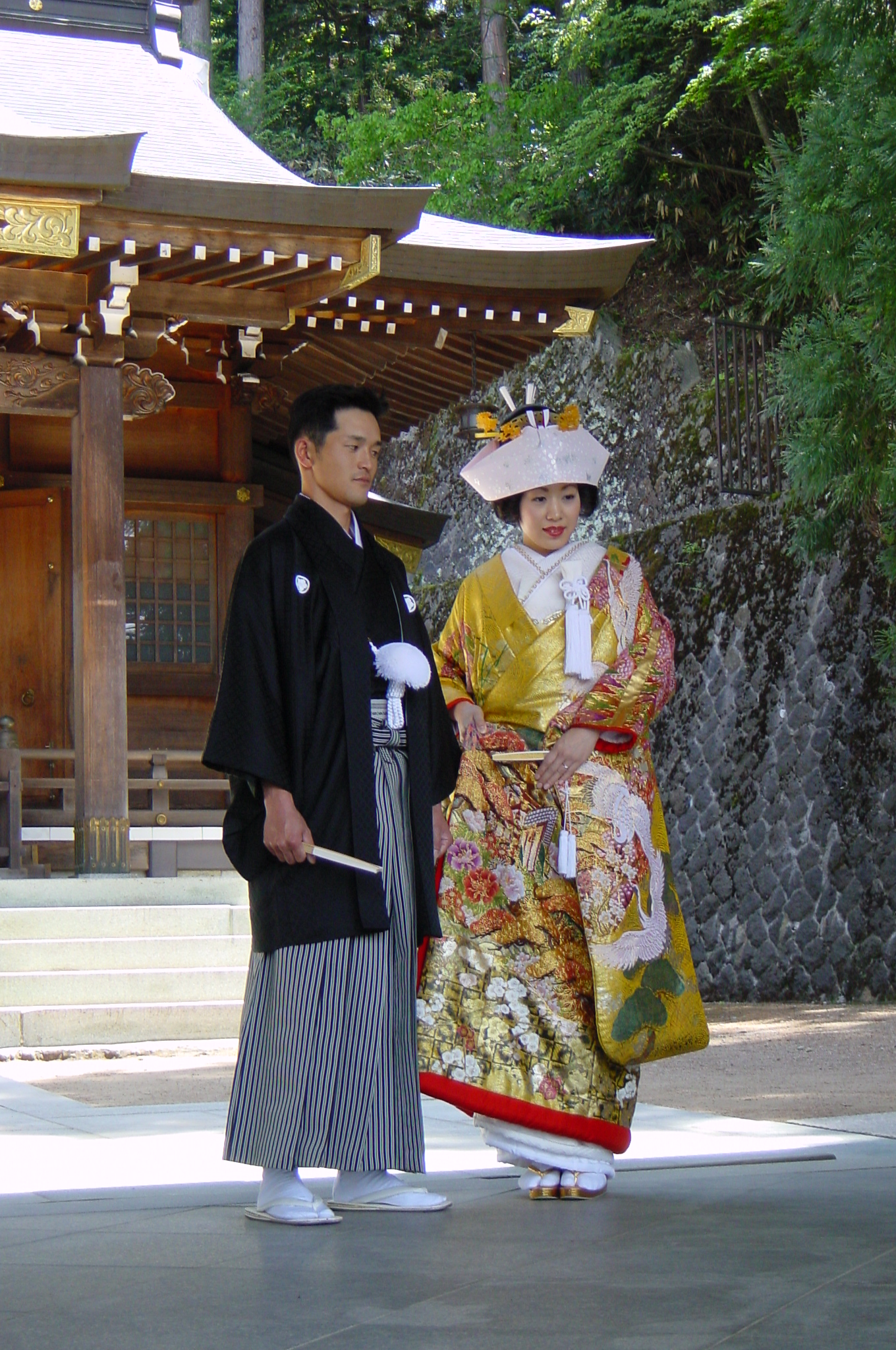
神道形式婚礼上的新郎和新娘

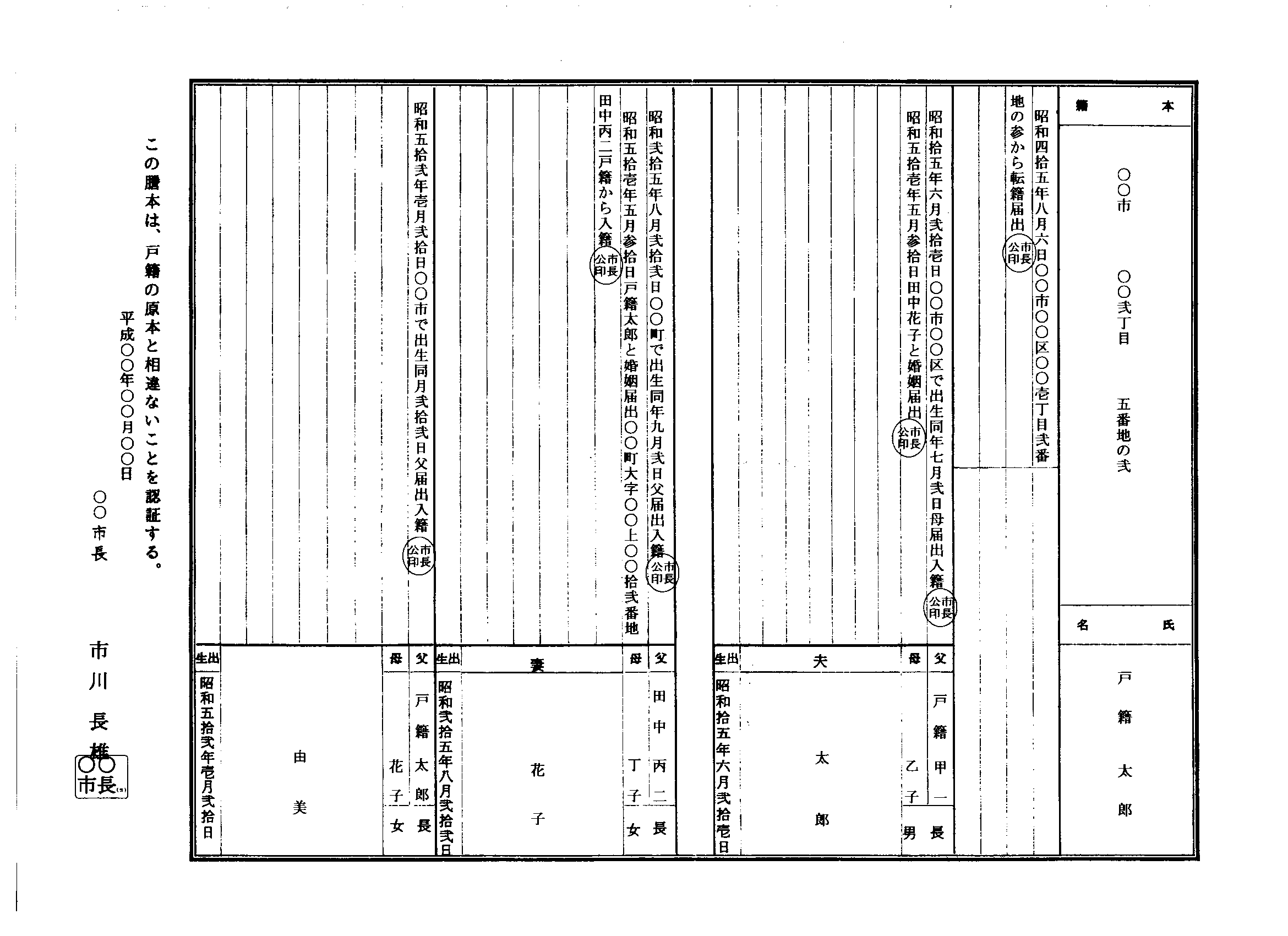
日本人的户籍登记页（模板）

依據日本民法第739条，日本国民按照户籍法第74条提交结婚申请书后，除非有特定阻却事由，否則法律上就视为结婚。政府部门会在户籍中进行记录。结婚的适婚年龄，無論男女均為18岁。日本法律規定，结婚夫妻必須使用其中一方的姓氏，並遵守多項義務。依據民法，婚姻能賦予未成年人有成年人的法律地位，並賦予夫妻多項財產處理機制。如果日本人与外国人結婚，則須視當事人的婚姻法律而定。
在过去的一千多年里，日本的婚姻制度发生了根本性的变化。本土的婚姻习俗，在中世纪首先受中国儒家思想的影响而改变。到了现代，又受到西方个人主义、性别平等、浪漫爱情以及核心家庭等观念的影响。随着人口日益城市化，曾经只为一小部分贵族所独有的习俗，也在大众中广泛流行。传统上，在日本寻找结婚对象的方式被分为“相亲”和“恋爱”两种，但战后西方的恋爱观念，改变了日本的婚姻观念，这种区分已经失去了意义。
日本的晚婚趋势日益明显。學者認為女性對婚姻的期待提高、成家立業的難度提昇、社會壓力降低，皆為晚婚或不婚的理由。

## 统计
下列数据取自厚生劳动省政策统括官发布的《人口动态统计》。1947年至1972年的数据不包含冲绳县。1940年以前的总数中包含初婚和再婚情况不明的部分。1940年以前的结婚率是基于总人口计算，1947年以后是基于每1000名日本人口计算 。 
| 年次 | 婚姻总数  | 婚姻率 | 夫                     | 夫                     | 妻                     | 妻                     | 初婚比例(％)           | 初婚比例(％)           |
| 年次 | 婚姻总数  | 婚姻率 | 初婚数                 | 再婚数                 | 初婚数                 | 再婚数                 | 夫                     | 妻                     |
| ---- | --------- | ------ | ---------------------- | ---------------------- | ---------------------- | ---------------------- | ---------------------- | ---------------------- |
| 1900 | 346,528   | 7.9    | 278,384                | 66,398                 | 294,606                | 45,820                 | 80.3                   | 85.0                   |
| 1910 | 441,222   | 9.0    | 368,111                | 69,975                 | 390,466                | 47,838                 | 83.4                   | 88.5                   |
| 1920 | 546,207   | 9.8    | 453,139                | 92,280                 | 489,737                | 55,524                 | 83.0                   | 89.7                   |
| 1930 | 506,674   | 7.9    | 437,094                | 68,774                 | 465,128                | 40,524                 | 86.3                   | 91.8                   |
| 1940 | 666,575   | 9.3    | 580,283                | 85,437                 | 616,735                | 47,449                 | 87.1                   | 92.5                   |
| 1947 | 934,170   | 12.0   | 战后混乱期，无统计数据 | 战后混乱期，无统计数据 | 战后混乱期，无统计数据 | 战后混乱期，无统计数据 | 战后混乱期，无统计数据 | 战后混乱期，无统计数据 |
| 1950 | 715,081   | 8.6    | 战后混乱期，无统计数据 | 战后混乱期，无统计数据 | 战后混乱期，无统计数据 | 战后混乱期，无统计数据 | 战后混乱期，无统计数据 | 战后混乱期，无统计数据 |
| 1955 | 714,861   | 8.1    | 626,394                | 88,467                 | 656,591                | 58,270                 | 87.6                   | 91.8                   |
| 1960 | 866,115   | 9.3    | 782,021                | 84,094                 | 812,597                | 53,518                 | 90.3                   | 93.8                   |
| 1965 | 954,852   | 9.8    | 872,649                | 82,203                 | 900,304                | 54,548                 | 91.4                   | 94.3                   |
| 1970 | 1,029,405 | 10.0   | 943,783                | 85,622                 | 967,716                | 61,689                 | 91.7                   | 94.0                   |
| 1971 | 1,091,229 | 10.4   | 1,003,381              | 87,848                 | 1,026,772              | 64,457                 | 91.9                   | 94.1                   |
| 1972 | 1,099,984 | 10.4   | 1,011,042              | 88,942                 | 1,032,967              | 67,017                 | 91.9                   | 93.9                   |
| 1973 | 1,071,923 | 9.9    | 983,035                | 88,888                 | 1,002,656              | 69,267                 | 91.7                   | 93.5                   |
| 1974 | 1,000,455 | 9.1    | 911,808                | 88,647                 | 929,824                | 70,631                 | 91.1                   | 92.9                   |
| 1975 | 941,628   | 8.5    | 855,825                | 85,803                 | 871,445                | 70,183                 | 90.9                   | 92.5                   |
| 1976 | 871,543   | 7.8    | 787,521                | 84,022                 | 801,264                | 70,279                 | 90.4                   | 91.9                   |
| 1977 | 821,029   | 7.2    | 738,321                | 82,708                 | 750,756                | 70,273                 | 89.9                   | 91.4                   |
| 1978 | 793,257   | 6.9    | 710,875                | 82,382                 | 722,577                | 70,680                 | 89.6                   | 91.1                   |
| 1979 | 788,505   | 6.8    | 704,321                | 84,184                 | 715,551                | 72,954                 | 89.3                   | 90.7                   |
| 1980 | 774,702   | 6.7    | 690,885                | 83,817                 | 701,415                | 73,287                 | 89.2                   | 90.5                   |
| 1981 | 776,531   | 6.6    | 691,448                | 85,083                 | 702,259                | 74,272                 | 89.0                   | 90.4                   |
| 1982 | 781,252   | 6.6    | 693,990                | 87,262                 | 704,840                | 76,412                 | 88.8                   | 90.2                   |
| 1983 | 762,552   | 6.4    | 675,514                | 87,038                 | 686,477                | 76,075                 | 88.6                   | 90.0                   |
| 1984 | 739,991   | 6.2    | 652,618                | 87,373                 | 663,021                | 76,970                 | 88.2                   | 89.6                   |
| 1985 | 735,850   | 6.1    | 646,241                | 89,609                 | 656,609                | 79,241                 | 87.8                   | 89.2                   |
| 1986 | 710,962   | 5.9    | 620,754                | 90,208                 | 630,353                | 80,609                 | 87.3                   | 88.7                   |
| 1987 | 696,173   | 5.7    | 605,675                | 90,498                 | 615,148                | 81,025                 | 87.0                   | 88.4                   |
| 1988 | 707,716   | 5.8    | 613,919                | 93,797                 | 623,743                | 83,973                 | 86.7                   | 88.1                   |
| 1989 | 708,316   | 5.8    | 611,963                | 96,353                 | 623,485                | 84,831                 | 86.4                   | 88.0                   |
| 1990 | 722,138   | 5.9    | 625,453                | 96,685                 | 637,472                | 84,666                 | 86.6                   | 88.3                   |
| 1991 | 742,264   | 6.0    | 645,790                | 96,474                 | 657,715                | 84,549                 | 87.0                   | 88.6                   |
| 1992 | 754,441   | 6.1    | 657,540                | 96,901                 | 669,760                | 84,681                 | 87.2                   | 88.8                   |
| 1993 | 792,658   | 6.4    | 692,214                | 100,444                | 704,929                | 87,729                 | 87.3                   | 88.9                   |
| 1994 | 782,738   | 6.3    | 681,759                | 100,979                | 693,853                | 88,885                 | 87.1                   | 88.6                   |
| 1995 | 791,888   | 6.4    | 687,167                | 104,721                | 700,158                | 91,730                 | 86.8                   | 88.4                   |
| 1996 | 795,080   | 6.4    | 688,887                | 106,193                | 701,776                | 93,304                 | 86.6                   | 88.3                   |
| 1997 | 775,651   | 6.2    | 670,007                | 105,644                | 681,468                | 94,183                 | 86.4                   | 87.9                   |
| 1998 | 784,595   | 6.3    | 675,519                | 109,076                | 687,552                | 97,043                 | 86.1                   | 87.6                   |
| 1999 | 762,028   | 6.1    | 651,925                | 110,103                | 664,379                | 97,649                 | 85.6                   | 87.2                   |
| 2000 | 798,138   | 6.4    | 678,174                | 119,964                | 691,507                | 106,631                | 85.0                   | 86.6                   |
| 2001 | 799,999   | 6.4    | 674,770                | 125,229                | 687,683                | 112,316                | 84.3                   | 86.0                   |
| 2002 | 757,331   | 6.0    | 633,543                | 123,788                | 645,138                | 112,193                | 83.7                   | 85.2                   |
| 2003 | 740,191   | 5.9    | 613,727                | 126,464                | 626,327                | 113,864                | 82.9                   | 84.6                   |
| 2004 | 720,418   | 5.7    | 592,449                | 127,969                | 605,936                | 114,482                | 82.2                   | 84.1                   |
| 2005 | 714,265   | 5.7    | 584,076                | 130,189                | 599,691                | 114,574                | 81.8                   | 84.0                   |
| 2006 | 730,973   | 5.8    | 593,728                | 137,245                | 612,134                | 118,839                | 81.2                   | 83.7                   |
| 2007 | 719,822   | 5.7    | 584,416                | 135,406                | 600,743                | 119,079                | 81.2                   | 83.5                   |
| 2008 | 726,106   | 5.7    | 590,573                | 135,533                | 605,868                | 120,238                | 81.3                   | 83.4                   |
| 2009 | 707,740   | 5.6    | 575,103                | 132,637                | 591,320                | 116,420                | 81.3                   | 83.6                   |
| 2010 | 700,222   | 5.5    | 570,576                | 129,646                | 586,719                | 113,503                | 81.5                   | 83.8                   |
| 2011 | 661,898   | 5.2    | 537,685                | 124,213                | 553,666                | 108,232                | 81.2                   | 83.6                   |
| 2012 | 668,870   | 5.3    | 541,918                | 126,952                | 559,372                | 109,498                | 81.0                   | 83.6                   |
| 2013 | 660,622   | 5.3    | 533,711                | 126,911                | 551,824                | 108,798                | 80.8                   | 83.5                   |
| 2014 | 643,783   | 5.1    | 519,406                | 124,377                | 537,193                | 106,590                | 80.7                   | 83.4                   |
| 2015 | 635,225   | 5.1    | 510,296                | 124,929                | 528,611                | 106,614                | 80.3                   | 83.2                   |
| 2016 | 620,707   | 5.0    | 499,377                | 121,330                | 516,684                | 104,023                | 80.5                   | 83.2                   |
| 2017 | 606,952   | 4.9    | 488,739                | 118,213                | 505,721                | 101,231                | 80.5                   | 83.3                   |
| 2018 | 586,481   | 4.7    | 471,188                | 115,293                | 487,652                | 98,829                 | 80.3                   | 83.1                   |
| 2019 | 599,007   | 4.8    | 481,113                | 117,894                | 497,598                | 101,409                | 80.3                   | 83.1                   |
| 2020 | 525,507   | 4.3    | 423,484                | 102,023                | 437,169                | 88,338                 | 80.6                   | 83.2                   |
| 2021 | 501,138   | 4.1    | 405,214                | 95,924                 | 417,783                | 83,355                 | 80.9                   | 83.4                   |

粗婚姻率（每一千人口中的结婚率）已超出OECD的平均值（2020年）。

结婚件数的推移
每一千人口中的结婚率
离婚件数的推移
每一千人口中的离婚率

### 初婚年齢

日本人的平均初婚年龄

日本人的初婚年龄（年份别）

日本人的平均初婚年齢在缓慢上升，在2021年，男女的初婚年龄分别为31.0岁和29.5岁。
| 调查年份 | 初婚-夫 | 初婚-妻 |
| -------- | ------- | ------- |
| 1910     | 27.0    | 23.0    |
| 1920     | 27.4    | 23.2    |
| 1930     | 27.3    | 23.2    |
| 1940     | 29.0    | 24.6    |
| 1950     | 25.9    | 23.0    |
| 1960     | 27.2    | 24.4    |
| 1970     | 26.9    | 24.2    |
| 1980     | 27.8    | 25.2    |
| 1990     | 28.4    | 25.9    |
| 2000     | 28.8    | 27.0    |
| 2005     | 29.8    | 28.0    |
| 2010     | 30.5    | 28.8    |
| 2015     | 31.1    | 29.4    |
| 2016     | 31.1    | 29.4    |
| 2017     | 31.1    | 29.4    |
| 2018     | 31.1    | 29.4    |
| 2019     | 31.2    | 29.6    |
| 2020     | 31.0    | 29.4    |
| 2021     | 31.0    | 29.5    |

## 法律制度
在战后的日本民法中，婚姻是以终生共同生活为目的的典型身份行为，它与仅在达成特定目的的限度内才被认可的、类似于财产法上契约关系的合同行为不同，属于涉及全部人身关系和人格权的法律行为。因此，婚姻是不能通过代理方式完成的，同时，也不适用条件和期限。
为节约篇幅，本条目中引用的日本民法条文仅记载相关的条款数。 

### 婚姻的成立
日本民法第739条规定：
1. 婚姻依据《户籍法》（昭和22年法律第224号）的规定进行申报后，产生法律效力。
2. 前项的申报，必须由当事双方及两名以上成年证人签署书面文件，或者由这些人口头进行申报。

#### 婚姻的成立要件
日本民法采用了法律婚主义，即婚姻的成立需要满足法律规定的手续（第739条）。作为实质的法律要件，需要当事者达成婚姻意思的一致，并且不存在妨碍婚姻成立的事由。此外，作为形式要件，需要依据《户籍法》进行申报。

##### 婚姻合意
婚姻首先需要满足实质要件，即婚姻合意的一致。《日本国宪法第24条》第1项规定：“婚姻仅基于两性的合意而成立，以夫妻拥有同等权利为基础，必须通过相互的协作来维持。”
关于“婚姻合意”具体指什么，有一种形式意思说认为，它是指提出婚姻申报这种身份行为的意思。但通说认为，婚姻合意不仅是指有提交婚姻申报的意思，还包括按照社会通念，有创建被认可为夫妻的生活共同体的意思（实质意思说、实体意思说）。当不存在婚姻合意时，婚姻无效（第742条第1号）。
另外，成年被监护人结婚不需要其成年监护人的同意（第738条）。

##### 婚姻阻却事由
婚姻需要不存在民法规定的婚姻阻却事由（第731条至第737条）。如有违反民法第731条至第736条规定的婚姻，则作为“不合法的婚姻”，需依照法定程序予以撤销（第744条）。但对于违反第737条的情况，如果错误受理了婚姻申报，就不能再撤销（后述）。
- 适婚年龄

在日本，自2022年（令和4年）4月1日起，原则上男女均需年满18岁。明治31年，民法规定男性年满17岁、女性年满15岁。昭和22年的民法修正将年龄各提高了1岁，男性需年满18岁，女性需年满16岁（第731条）。随着令和4年成人年龄的修正，婚姻年龄也变为男女均需年满18岁。
如果未达到适婚年龄，则构成婚姻阻却事由，根据民法第744条可予以撤销（关于不适龄者婚姻的撤销，民法第745条有规定）。不过，实际上当事人是否达到婚姻适龄，从户籍记载即可明确，所以只是在错误受理申报或户籍上的出生日期记载错误等情况下才会成立婚姻。
达到适婚年龄的未成年人可以结婚，但需要父母的同意（第737条）。未成年人因结婚在私法上被视为成年人（第753条）。通说认为，即使在年满20岁之前解除婚姻，这种成年拟制的效果也不会丧失，所以初婚解除后再婚时不需要父母的同意。
关于未成年人的婚约，由于存在判例（大判大8・4・23民录25辑693页）认为，不能仅因为是未成年人（未达适婚年龄）就判定结婚的约定（婚约）无效，所以当能够证明高中生之间有结婚约定时，可能会成为具有法律效力的婚约。
如上述“适婚年龄”部分所述，2022年4月随着成人年龄降至18岁以及女性婚姻适龄提高到18岁以上，民法第737条被删除，并且在经过过渡措施后，从2024年4月起，只有年满18岁（成年）的人才能结婚，无需再考虑前述问题。
- 禁止重婚

有配偶者不得再次结婚（第732条）。这体现了一夫一妻制的法律宗旨。但本条中的“配偶者”指的是法律上的配偶者，不包括事实婚姻等实际的婚姻关系。
构成重婚的情形包括：
1. 错误地受理了双重申报的情况。
2. 后婚成立后，前婚的离婚被判定无效或被撤销的情况。
3. 接受失踪宣告者的配偶再婚，之后失踪宣告被撤销的情况。
4. 认定死亡或因战死公报导致婚姻解除后，幸存配偶再婚，之后前配偶生还的情况。
5. 接受失踪宣告者实际上还活着，并在其他地方结婚，之后失踪宣告被撤销的情况。
6. 在内地和外地分别结婚的情况。

在失踪宣告的撤销等情况中，如何保护善意再婚者（不知道重婚事实的人）成为一个问题（关于失踪宣告撤销的情况，多数说认为根据民法第32条第1项的准用，如果后婚的当事人是善意的，前婚不会恢复效力，也就不会发生重婚。另见“失踪宣告”）。
发生重婚时，本条成为撤销后婚的依据，此外，也是可以导致前婚离婚的依据（第770条第1项第1号、第5号等）。另外，恶意（故意）的重婚构成重婚罪（日本刑法第184条）并会受到处罚（重婚的对方也同样会受到处罚）。
- 再婚禁止期间

根据过去的法律，女性在再婚时，必须在前一段婚姻解除或撤销之日起经过一定天数后才能再婚，但该规定（第733条）已于2024年4月1日被废除。这个期间也被称为再婚期限、待婚期间、寡居期间。设置该规定的目的是防止女性再婚后所生孩子的父亲认定出现困难，导致无法确定孩子是前婚还是后婚所生（最判平7・12・5判時1563号83页）。
上述再婚期限曾为6个月，但《修改部分民法的法案纲要》（1996年2月26日法制审议会总会通过）认为应将其从6个月缩短至100日。2015年12月16日最高裁判所大法庭判决指出，该条款规定的再婚禁止期间超过了100日，违反了宪法第14条第1项和第24条第2项。在收到违宪判决后，法务省发出通知，对于离婚后已满100日的女性，应当受理其结婚申请。2016年6月1日，《修改部分民法的法案》在国会获得通过并成立，再婚禁止期间也变为100日。
从本条的宗旨来看，在不会产生父亲推定困难的情况下，不适用民法第733条第1项。女性在前婚解除或撤销后生育的情况下，不适用第1项。此外，根据2016年的修正，女性在前婚解除或撤销时未怀孕的情况下，如有医生的证明书，即使在再婚禁止期间内也可受理结婚申请（第733条第2项）。
2016年的民法修订中，在附则里规定了在修订后的法律施行3年后对该制度进行重新审视。但在2022年的修订中，再婚禁止期间被完全废除。对于前婚和后婚中嫡出推定重叠的问题，明确规定“推定为距离出生时最近的这段婚姻中丈夫的孩子”（第772条第3项），同时采取了一些措施，例如怀孕期间仍处于婚姻关系的前夫可以提起亲子关系否认之诉等。
- 禁止近亲结婚

从优生学以及伦理、道义的角度来看，某些特定亲属关系之间的婚姻是不被认可的。
- - 直系血亲或三亲等内的旁系血亲之间不能结婚。

直系血亲之间不能结婚（第734条主文）。非婚生子如果没有父亲的认领，在法律上不产生父子关系。关于父亲和未被认领的女儿之间的婚姻，存在两种对立的学说：一种是法律血缘说，认为在没有认领的情况下，他们不属于法律上的亲子关系，因此不适用本条[25]；另一种是自然血缘说，认为只要是遗传学上的直系血亲，就不允许结婚 [22]。另外，收养关系成立前，养子所生的孩子与养父母之间不存在亲属关系（判例：大判昭7・5・11民集11巻1062页），因此不适用本条[28]。
  - 三亲等内的旁系血亲之间也不能结婚（第734条本文）。

不过，养子与养方的旁系血亲之间的婚姻是被允许的（第734条但书）。关于养子的亲生孩子与养父母的亲生孩子之间的婚姻，学说上存在对立观点[29]。
  - 直系姻亲之间的婚姻的禁止

直系姻亲之间不能结婚（第735条前段）。根据第728条或第817条之9，直系姻亲关系终止后同样适用（第735条后段）。
  - 养亲子等之间的婚姻的禁止

养子或其配偶、养子的直系晚辈亲属或其配偶与养父母或其直系长辈亲属之间，即使根据第729条的规定亲属关系已经终止，也不能结婚（第736条）。对于养子或其收养后所生的直系卑亲属与养父母或其直系尊亲属的配偶之间（仅适用于婚姻关系已解除的当事人），在解除收养关系后是否仍禁止结婚，学说上存在对立观点，但实务上认为不构成婚姻障碍（昭28・12・25民事甲2461号回答）[30][31][26][32]。

- 父母对于未成年者婚姻的同意

未成年子女结婚必须得到父母的同意（第737条第1项）。当父母一方不同意、一方无法得知、死亡或无法表达意思时，仅需另一方的同意即可（第737条第2项）。
关于放弃亲权或丧失亲权的父母的同意权，学说上存在对立观点，但实务上认为父母的同意与亲权无关，父母拥有同意权（昭33・7・7民事甲1361号回答、昭24・11・11民事甲2631号回答）。此外，在存在亲生父母和养父母的情况下，对于是否需要亲生父母的同意，学说上也存在对立观点，但实务上仅将养父母视为同意权人（昭24・11・11民事甲2641号回答）。
如果没有父母的同意，则婚姻阻却事由成立，结婚申请将不被受理。但由于婚姻阻却事由中，违反本条的情况未被列为撤销原因（第744条），所以如果错误受理了申报，就不能再撤销，婚姻将被视为有效（通说、判例）。因此，严格来说，父母的同意并非婚姻成立要件，而是申请受理要件（最判昭30・4・5裁判集民18巻61页）。
关于本条，在解释上存在许多问题。从立法论角度来看，存在一些观点，如应规定为法定代理人的同意、应认可用家庭裁判所的审判代替同意、应删除本条等。
如上述“婚姻适龄”部分所述，2022年4月随着成人年龄降至18岁以及女性婚姻适龄提高到18岁以上，民法第737条被删除，并且在经过过渡措施后，从2024年4月起，只有年满18岁（成年）的人才能结婚，因此不再存在父母是否同意这一问题。

##### 基于户籍法的登记结婚
婚姻需要形式要件，即依据《户籍法》进行申报（结婚申请）（民法第739条第2项）。这是为了使婚姻的效力对第三人也产生作用。关于这种申请，存在两种学说：一种学说认为，当事人之间达成合意后婚姻即成立，申请只是婚姻效力发生的要件；另一种学说（通说）认为，没有申请就不成立婚姻，所以申请是婚姻的成立要件 （；）。结婚申请必须在当事人的本籍地或申请人的所在地进行（户籍法第25条第1项）。
结婚申请必须在确认不违反第731条至第737条以及第739条第2项的规定和其他法令的规定后，才能受理（第740条）。另外，在国外的日本人想要结婚时，可以向该国的日本大使、公使或领事进行申请（第740条前段）。
婚姻在户籍事务的担当者受理申请时成立（大判昭16・7・29民集20卷1019页）。如未进行结婚申请，将被视为婚姻申报的欠缺，婚姻无效（第742条第2号本文）。但是，如果只是申请不符合民法第739条第2项规定的方式，则婚姻的效力不受此影响（第742条第2号但书）。
2004年7月16日，《性别认同障碍者性别待遇特例法》开始施行，并对《户籍法》进行了部分修改。符合《特例法》要求的性别认同障碍者可以向家庭法院提起性别变更之诉，并可以改变户籍上的性别。根据户籍上登记的性别，接受异性之间的婚姻登记。

### 婚姻的效力

#### 夫妇同姓的规定
夫妻在结婚时，按照约定，使用丈夫或妻子的姓氏（750条）。结婚后，夫妻所使用的姓氏，必须在申报书中记载并进行申报（户籍法74条1号）。即便偶然使用相同的姓氏，也是如此（769条的情况在法律上具有意义）。不允许使用与当事人结婚前的姓氏无关的第三者的姓氏。需要注意的是，在明治民法制定之前的明治时代初期，根据1876年（明治9年）3月的太政官指令，妻子应使用娘家的姓氏（夫妇别姓）（明治9年3月17日太政官指令15号）。然而，尽管有上述指令，日本社会的惯例仍然是妻子使用夫家的姓。
关于夫妻的姓氏，《修改部分民法的法案纲要》（1996年2月26日法制审议会总会通过）规定，夫妻在结婚时，双方可以约定使用丈夫或妻子的姓氏，或者各自使用结婚前的姓氏；当夫妻决定各自使用结婚前的姓氏时，夫妻在结婚时必须确定孩子使用哪一方的姓氏。目前，关于引入选择性夫妇别姓制度以及引入该制度时孩子的姓氏等问题正在进行讨论。2015年12月16日最高裁判所大法庭判决指出，关于在结婚时仅认可夫妻同姓的民法750条的规定，不违反宪法第13条、第14条第1项、第24条。
另外，在日本的户籍实务中，日本人与外国人结婚，则不适用夫妻同姓的规定（昭和20年4月30日民事甲899号回答、昭和42年3月27日民事甲365号回答）。关于这一点，户籍法规定，与外国人结婚的人如果想要将自己的姓氏变更为配偶所使用的姓氏，那么可以在结婚之日起6个月内，无需经过家庭裁判所的许可，进行相关申报（户籍法第107条第2项）。

#### 同居、协力、扶助义务
法律规定，夫妻必须同居，相互协作并给予扶助。这被认为是婚姻的本质义务，构成身份效力的核心。对于没有正当理由而不同居的配偶，另一方配偶可以请求其同居。不过，通说和判例认为，即使有同居的审判，也不能违背本人意愿进行强制履行（判例：大决昭5・9・30民集9巻926页）。此外，当婚姻关系已完全破裂时，同居请求将不被认可（大阪高判昭35・1・14家月12巻4号95页）。
如没有正当理由而不履行同居、协力、扶助义务，将作为“恶意遗弃”构成离婚的原因（第770条1项2号）。
当因生病住院、外出打工、外派工作、家庭暴力等情况被认为存在难以同居的情形时，则不构成违反同居义务，法学观点认为对于因上述原因而被迫分居的配偶行使同居请求权，无异于权利的滥用（通说）。

#### 忠诚义务
夫妻负有忠诚义务（守贞义务）（通说、判例。大决大15・7・20刑集5巻318页）。虽然民法上没有直接的明文规定，但从婚姻的本质来看，这被理解为当然的义务，不忠行为会成为离婚的事由（第770条1项1号）。
- 夫妻间的侵权行为责任

另一方配偶可以追究不忠一方的侵权责任（损害赔偿责任）（通说、判例。大决大15・7・20刑集5巻318页）。
- 第三者的侵权行为责任

作为插足婚姻的第三者会成为共同侵权行为人（大刑判昭2・5・17新聞2692号6页），只要该第三者存在故意或过失，另一方配偶就可以向该第三者请求精神损害赔偿（通说、判例。大刑判明36・10・1刑録9輯1425页、最判昭54・3・30民集33巻2号303页）。不过，有判例认为在夫妻关系已经破裂的情况下，会否定第三者的不法行为责任（最判平8・3・26民集50巻4号993页）。另外，夫妻间未成年子女对第三者的损害赔偿请求将被否定（最判昭54・3・30民集33卷2号303页）。

#### 婚姻带来的拟制成年
未成年人结婚时，将被视为已达到成年（753条）。瑞士民法典和法国民法也有相同主旨的规定，这些规定是因为如果结婚的未成年人仍需服从亲权或监护，会阻碍夫妻生活，导致法律关系混乱等弊端。
拟制成年的效果原则上仅限于私法领域，在其他法律领域中成年拟制的效果根据各法律的宗旨来确定。不过，在少年法、公职选举法、关于禁止二十岁以下者饮酒的法律、关于禁止二十岁以下者吸烟的法律等公法领域，原则上不产生拟制成年的效果。
根据通说，未成年人离婚时，拟制成年的效果也不会丧失，也不会恢复为限制行为能力者（成年拟制存续说）。在婚姻被撤销的情况下，除了因未达适婚年龄而结婚的情况外，也不会恢复为限制行为能力者（通说、实务）。

#### 夫妻契约撤销权
夫妻之间签订的契约，在婚姻存续期间，夫妻任何一方可以随时撤销该契约。但是，不得损害第三者的权利（754条）。
当夫妻关系实质上已经破裂时，即使在形式上仍处于婚姻关系中，也不能被认为是本条所说的“婚姻中”，无法行使夫妻契约撤销权（最判昭33・3・6民集12巻3号414页、最判昭42・2・2民集21巻1号88页）。
关于本条的妥当性，有很多持质疑态度的观点。从根本上来说，本条在历史沿革上源于罗马法，其目的是防止丈夫的家产流失到妻子手中，但这样的立法理由在今天已经不成立了。此外，也曾出现过契约撤销权被滥用的问题，因此判例对其行使进行了严格限制，契约撤销权实际上已经失去了实质意义。基于这些原因，“民法部分修正法律案纲要”（平成8年2月26日法制审议会总会决定）认为应该删除民法754条的规定，目前这一问题正在讨论中。

#### 夫妻财产制
婚姻在夫妻之间产生的财产关系，也就是规范夫妻之间费用的负担、财产的归属、管理收益权等方面的制度。
日本民法依据756条及以下条款，首先认可在结婚申报前通过契约进行规定（契约财产制），在没有契约的情况下，则遵循法定财产制（755条）。

##### 契约财产制
契约财产制是基于夫妻财产契约的财产关系。夫妻财产契约并非仅仅是夫妻之间的契约，而是通过登记产生对第三者的对抗效力的法律关系。夫妻财产契约是指夫妻在结婚申报前就其财产关系所签订的契约，当签订了夫妻财产契约时，不适用法定财产制（755条的反对解释）。然而，在日本，由于没有这样的习惯，并且民法规定的制度也较为严格，所以签订夫妻财产契约的例子极少，几乎所有的夫妻财产制都依据法定财产制。
当夫妻签订了与法定财产制不同的契约时，若不在结婚申报前进行登记，则无法对抗夫妻的继承人及第三者（756条）。夫妻的财产关系在结婚申报后，不得变更（758条1项）。
当夫妻一方管理另一方的财产时，若因管理不当而使该财产面临危险，另一方可以向家庭裁判所请求自行管理该财产（758条2项）。对于共有财产，可以在提出前项请求的同时，请求进行分割（758条3项）。
根据家庭裁判所的审判或契约中预先规定的条款，变更财产管理者或对共有财产进行分割时，若不进行登记，则无法对抗夫妻的继承人及第三者（759条）。

##### 法定财产制
- 婚姻费用的分担

夫妻应综合考虑双方的资产、收入及其他所有情况，分担因婚姻产生的费用（760条）。
- 日常家事相关债务的连带责任

当夫妻一方就日常家事与第三者进行法律行为时，另一方对于由此产生的债务，承担连带责任（761条本文）。但是，若事先向第三者告知不承担责任的，则可免除责任（761条但书）。
日常家事是指为维持夫妻共同生活体所必需的费用支出，例如，公共费用、房租、纳税资金筹备行为等属于此列，但具体情况需根据夫妻的收入、资产、职业等进行判断。像出售夫妻一方的不动产等行为不属于日常家事范畴（最高裁判決昭和43年7月19日）。对于日常家事，表见代理的规定（110条）不直接适用，但当对方有正当理由相信该行为属于夫妻日常家事范围内时，根据第110条的类推，对方将受到保护（最高裁判決昭和44年12月18日）。
- 夫妻间财产的归属

夫妻的财产制度有共有制（财产共有）、别产制（各自拥有财产）等。日本民法规定，夫妻一方在结婚前就拥有的财产以及在婚姻关系存续期间以自己名义获得的财产，属于其特有财产（夫妻一方单独拥有的财产），采用别产制（762条1项）。无法明确归属夫妻任何一方的财产，推定为共有财产（762条2项）。别产制不违反宪法24条（最大判昭36・9・6民集15巻8号2047页）。
不过，采用别产制时，在夫妻一方协助另一方事业的情况下、夫妻一方负责家庭内部事务的情况下、夫妻之间收入存在差距的情况下等，会产生不平等的结果。但民法规定，在婚姻存续期间，这些情况交由家庭内部自行调节，在婚姻关系解除时，具体来说在继承方面通过配偶继承权和贡献份额、在离婚方面通过财产分割等制度来进行清算。

### 婚姻的解除
在法律上，婚姻关系在夫妻一方死亡时（包括夫妻一方接受失踪宣告的情况）以及离婚成立时解除。

### 日本的国际结婚
在国际私法上，对于本国人与外国人之间的结婚等国际婚姻，会产生应适用哪个国家法律的准据法问题。而在日本，法的适用通则法对国际婚姻作出了规定。

#### 婚姻的成立及方式
根据日本的法的适用通则法，婚姻的成立依据各当事人的本国法（法的适用通则法24条1项）。此外，婚姻的方式依据婚姻举行地的法律（法的适用通则法24条2项），但符合当事人一方本国法的方式也被视为有效（法的适用通则法24条3项本文）。不过，当在日本举行婚姻仪式，且当事人一方为日本人时，则必须依据日本法（法的适用通则法24条3项但书）。

#### 婚姻的效力
根据日本的法的适用通则法，婚姻的效力，在夫妻的本国法相同时，依据该本国法；当没有共同的本国法，而夫妻的常居所地法相同时，则依据该常居所地法；当既没有共同的本国法，也没有共同的常居所地法时，则依据与夫妻关系最密切地的法律（法的适用通则法25条）。

#### 夫妻财产制
根据日本的法的适用通则法，关于夫妻财产制，原则上与婚姻效力的情况作相同处理（法的适用通则法26条1项、25条）。
不过，若夫妻以记载了日期的书面签名文件，确定应依据下列法律中的哪一部法律时，夫妻财产制则依据该法律（法的适用通则法26条2项前段）。
- 夫妻一方拥有国籍的国家的法律
- 夫妻一方的经常居住地法律
- 关于不动产的夫妻财产制，依据该不动产所在地的法律

在这种情况下，该规定仅认可其具有将来的效力（法的适用通则法26条2项后段）。
对于应适用外国法的夫妻财产制，涉及在日本实施的法律行为以及位于日本的财产时，不得对抗善意第三者（法的适用通则法26条3项前段）。在这种情况下，关于与该第三者之间的关系，夫妻财产制依据日本法的规定（法的适用通则法26条3项后段）。不过，即使是依据外国法订立的夫妻财产契约，若在日本进行了登记，则可以对抗第三者（法的适用通则法26条4项）。

## 历史
在过去的一千年里，日本的婚姻制度发生了根本性的变化。本土的婚姻习俗在中世纪首先受到中国儒家思想的影响而发生改变，到了现代，又受到西方个人主义、性别平等、浪漫爱情以及核心家庭等观念的影响。随着人口日益城市化，曾经只为一小部分贵族所独有的习俗也在大众中广泛流行起来。

### 平安时代（794年-1185年）

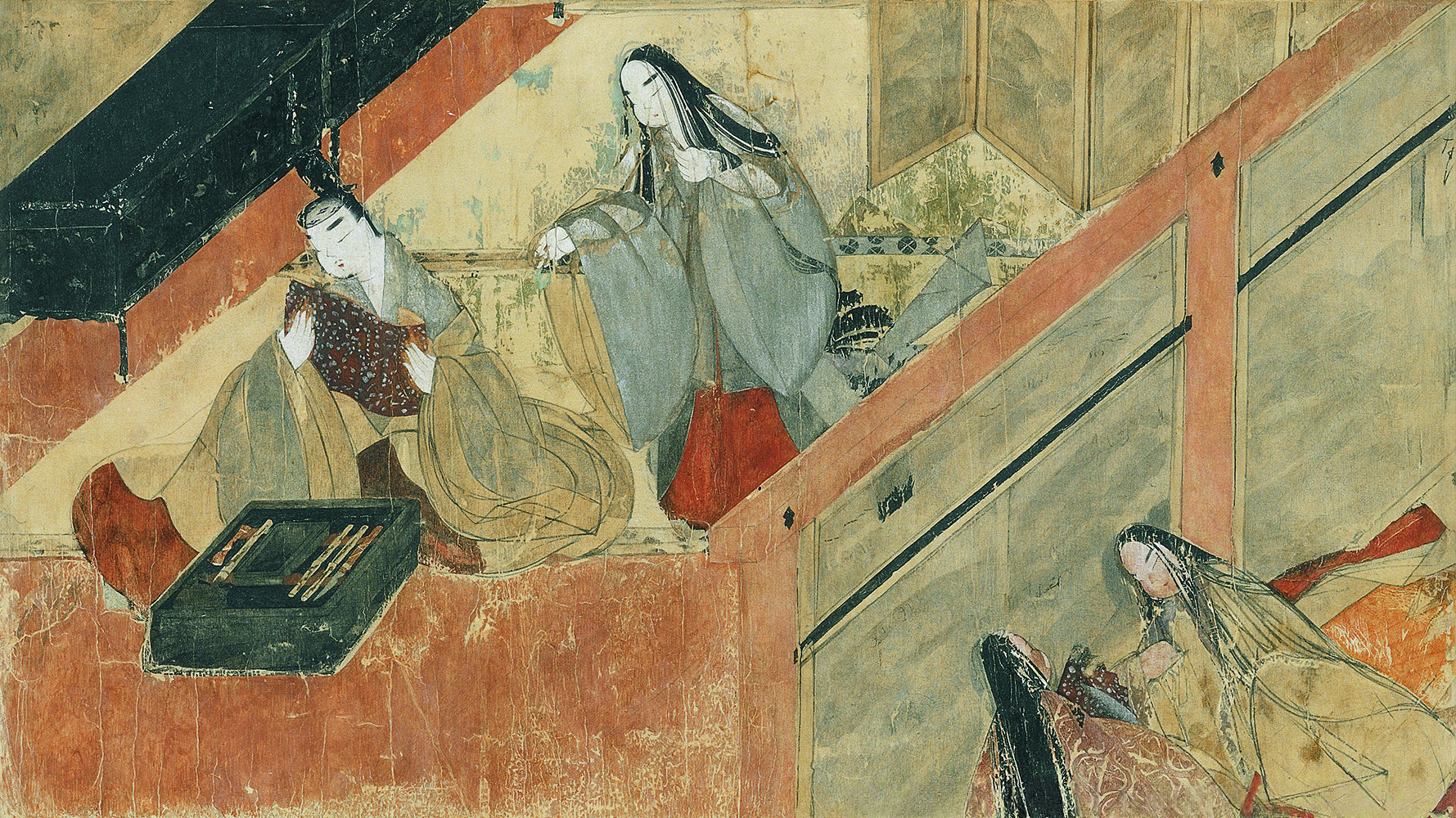
光源氏的儿子夕雾在读一封信。《源氏物语绘卷》，12世纪的手卷，五岛美术馆藏。

日本历史上的平安时代标志着其古典时代的巅峰，当时庞大的皇室宫廷在平安京（现今的京都）建立起自身的统治并发展出独特的文化。平安时代的社会是由一套复杂精细的等级制度组织起来的，婚姻的目的是生育后代，这些后代要从地位最高的家族血统中继承尽可能高的社会等级。当时的婚姻既没有严格的仪式要求，也不一定很稳固。
贵族们在安排天黑后见面之前，会先通过书信和诗歌往来交流数月甚至数年。如果一个男子连续三个晚上与同一个女子相会，他们就被视为已经结婚，女方的父母会为这对新人举办一场宴会。大多数下层阶级的人会与一个伴侣维持一段稳定的婚姻关系，并且丈夫会安排将妻子娶进自己家中，以确保他们后代的合法性。
地位较高的贵族男子有时会拥有多位妻妾。贵族妻子可以继续住在女方父亲家中，而丈夫会通过正式赠送礼物的方式来确认亲子关系。平安时代的求爱方式以及种种风流韵事，在当时的文学作品中有着很好的体现，特别是《竹取物语》《更级日记》《枕草子》和《源氏物语》。

### 江户时代（1600年-1868年）

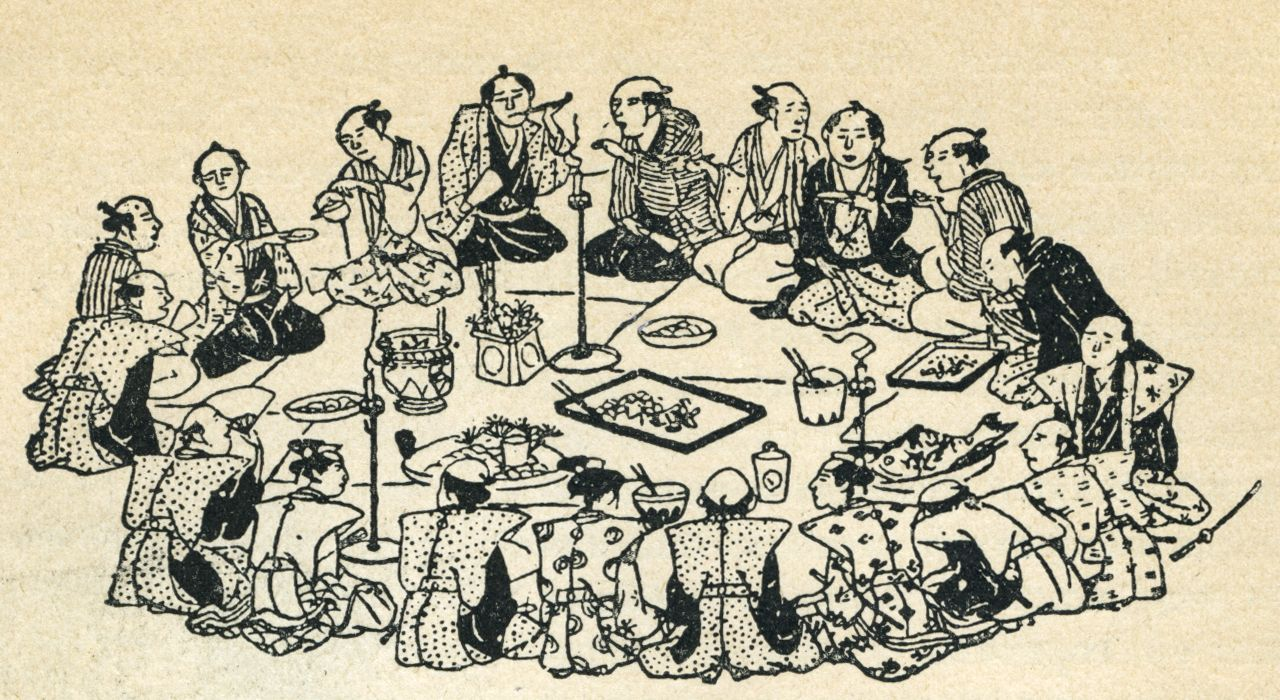
《婚礼》，出自《日本与日本人》（1902年）一书，第62页。

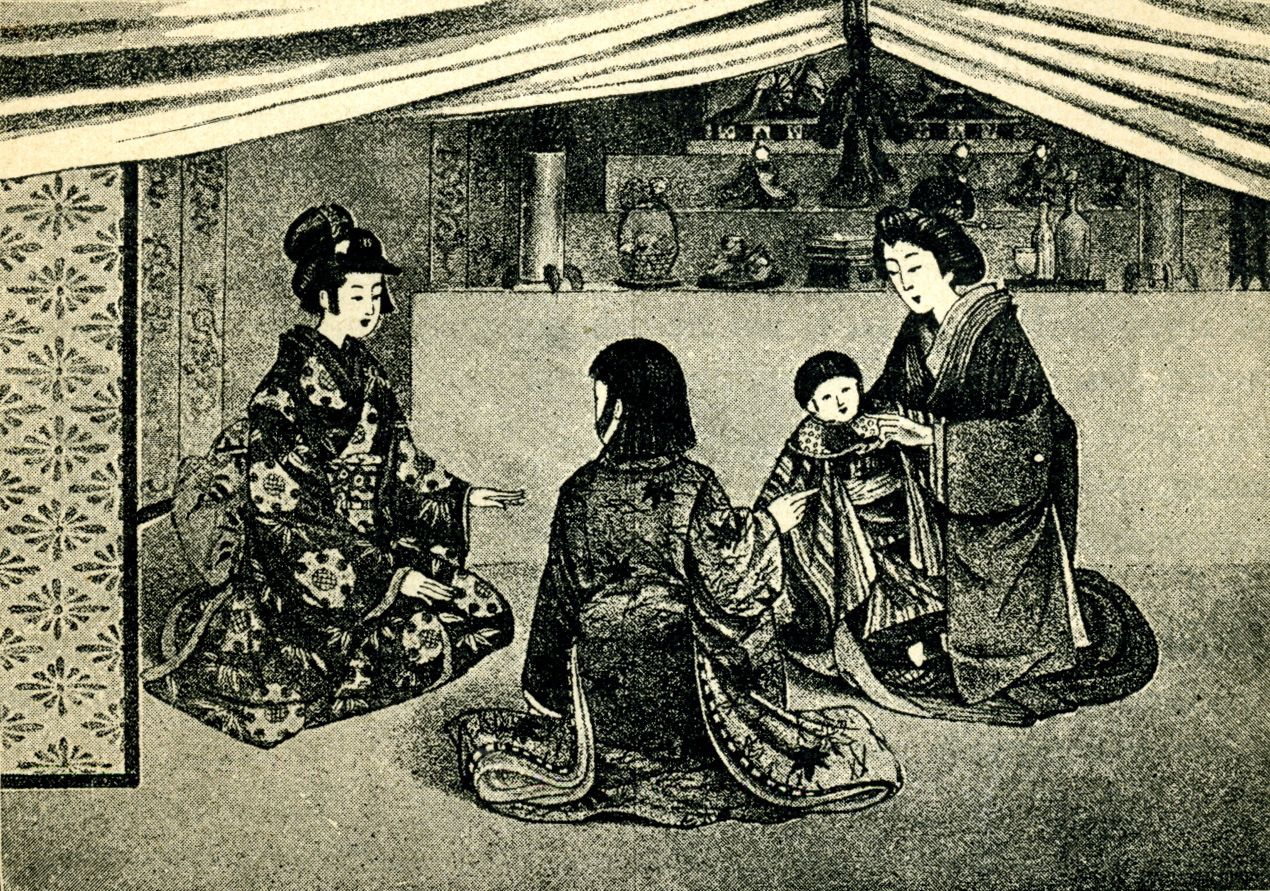
《在家中的日本人》，出自《日本与日本人》（1902年）一书，第71页。他们在庆祝女儿节。

在近代以前的日本，婚姻与“家”这一社会基本单位密不可分，家族具有独立于任何个人生命的集体延续性。家族成员被期望将自身所有的利益服从于家族的利益，遵循从儒家思想中借鉴而来的孝顺观念和社会等级制度。据穗积陈重所言，对一个男子来说，选择单身是他所能犯下的最严重的罪行。
婚姻由家族的户主来正式安排，户主对外代表家族，并在法律上对家族成员负责，婚姻双方中任何一方对婚姻安排表现出的个人选择都被认为是不合适的。财产被视为属于家族而非个人，继承严格遵循父系长子继承制。一个女子（女）嫁入丈夫的家族（家），因此表示“妻子”的汉字“嫁”和表示“结婚”的“嫁入り”（yomeiri），字面意思就是“妻子进入家族”。
如没有亲生儿子，一些家族会收养一名男性继承人（養子）来延续家族血脉，这一做法在现代日本企业中依然存在。几乎所有的收养对象都是成年男子。婚姻被限制在社会地位相当的家族之间，这使得婚姻对象的选择成为至关重要的程序。尽管儒家伦理鼓励人们与本家族以外的人结婚，但将选择范围限定在对等的阶层内仍然是确保门当户对的最简便方法。在近代以前的日本，大约五分之一的婚姻发生在原本就有亲属关系的家族之间。
像部落民这样的被排斥群体不能与本阶层以外的人结婚，即使1871年的一道法令废除了种姓制度，婚姻歧视在整个20世纪仍在继续。

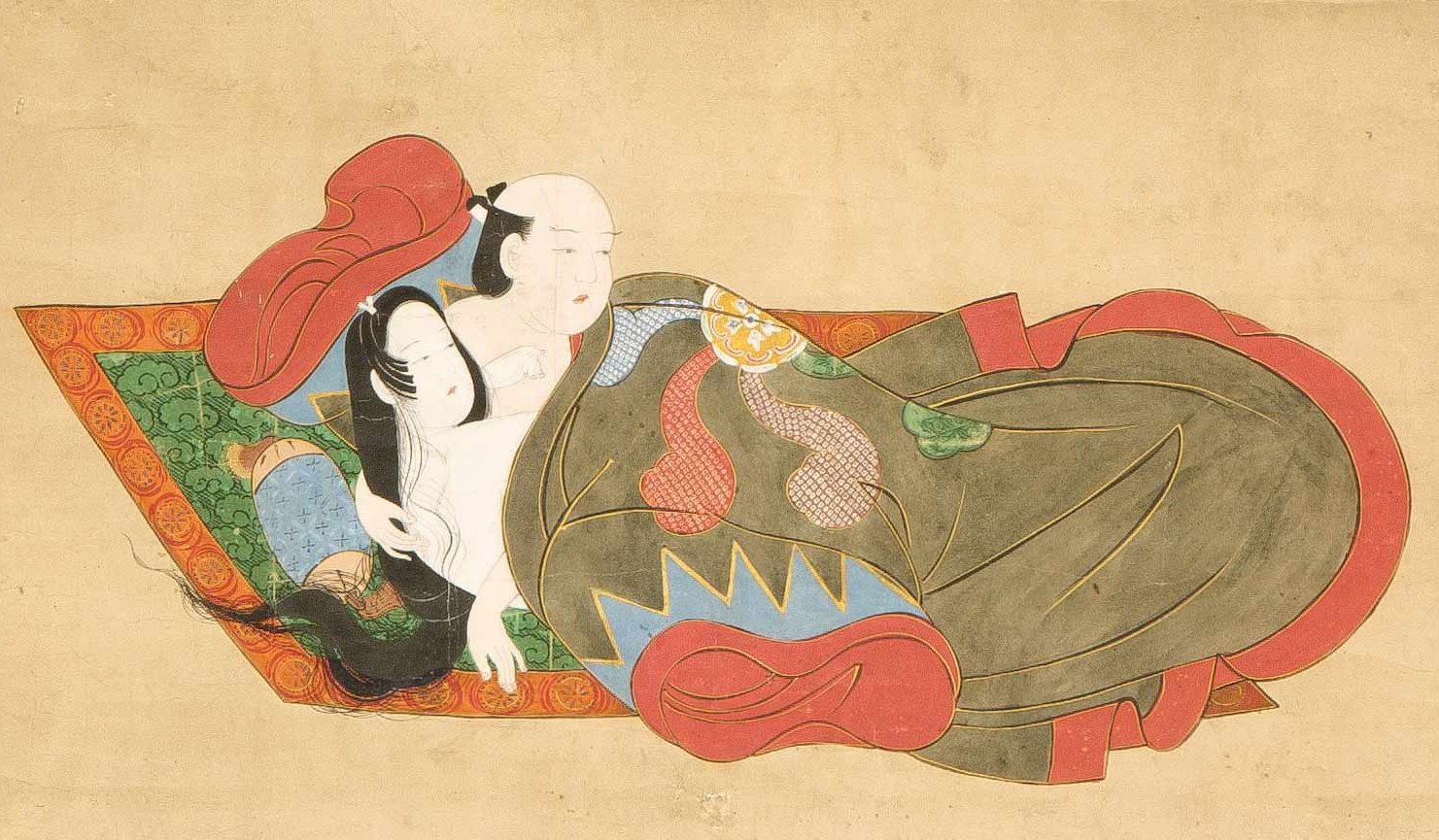
《当场被抓》，宽文时期大师所绘的一幅挂轴，创作于17世纪60年代后期，檀香山艺术博物馆藏。

在中世纪和江户时代，婚姻的目的包括在家族之间建立联盟、让家族摆脱对女性的抚养负担、延续家族血脉，尤其是对于下层阶级来说，还要为家族劳动力增添新成员。17世纪的论著《女大学》（Onna Daigaku，意为“女子的高等教育”）教导妻子要把孝敬公婆放在孝敬自己父母之前，并且对丈夫要“恭敬、谦卑、随和”。
丈夫也被鼓励将父母和孩子的需求置于妻子的需求之上。一位英国观察者评论道：“如果你爱你的妻子，就会有损对你母亲的奉养。” 从那时起，家庭主妇和婆婆之间的矛盾一直是日本戏剧的一个重要主题。 在中世纪的婚姻中，浪漫爱情所起的作用很小，因为情感依恋被认为与孝道相悖。有一句谚语说：“因激情结合的人，最终会以泪水相伴。”
对于男性来说，性满足被视为与和妻子的婚姻关系是分开的，与妻子结合的目的是生育后代。浮世绘这种木版画流派颂扬了那个时代的奢华和享乐主义，通常描绘的是花街柳巷中美丽的艺伎和妓女。在明治维新结束了日本的封建社会之前，纳妾和嫖娼是常见的、公开的且相对被容许的行为。

### 明治维新与现代化（1868年-1912年）

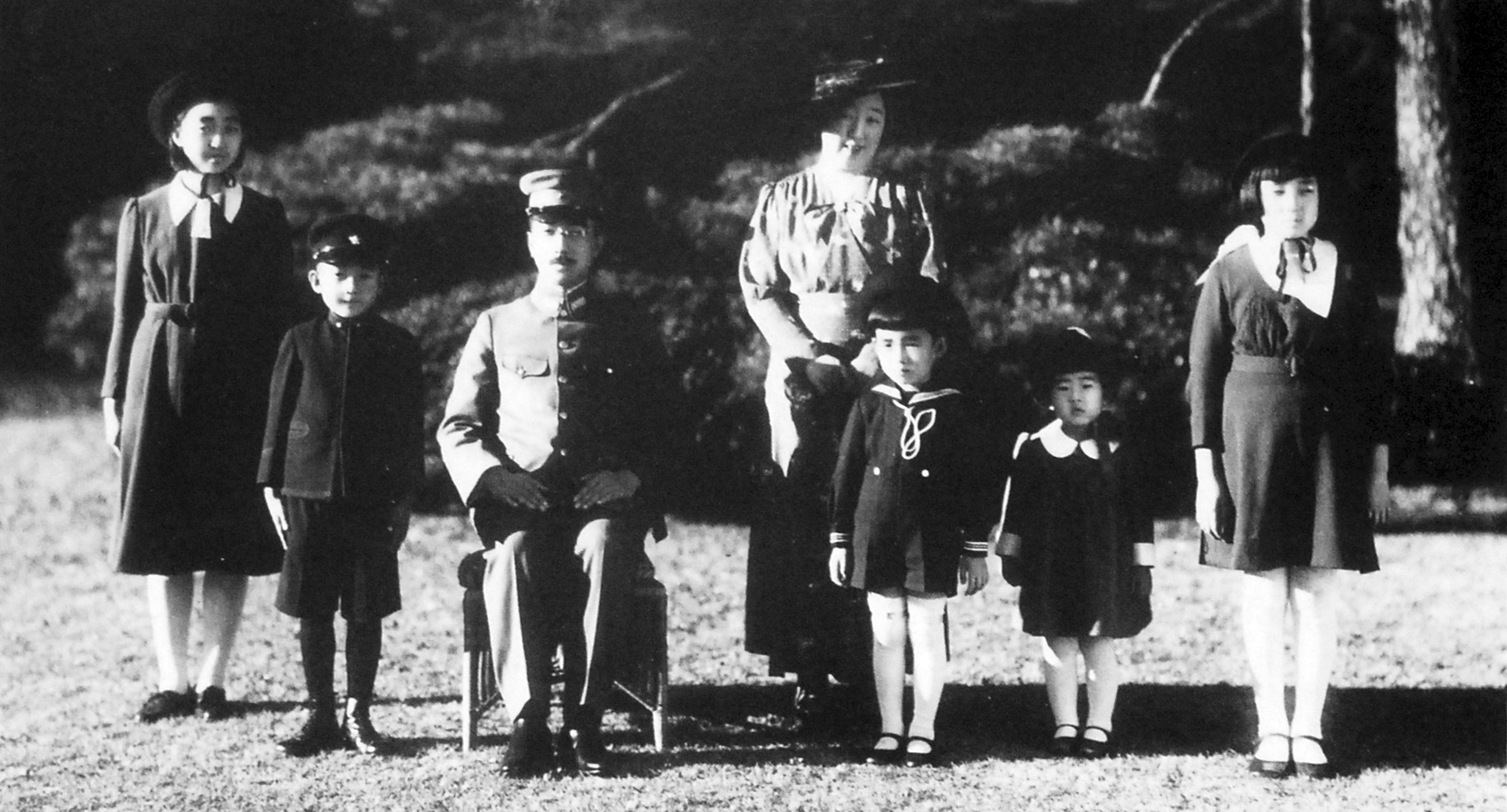
昭和天皇裕仁与他的妻子香淳皇后以及他们的孩子，摄于1941年。

在明治时期，上层阶级和武士阶层的包办婚姻习俗逐渐取代了农村平民曾经所享有的自由结合和基于相互爱慕的婚姻形式。快速的城市化和工业化将更多的人口吸引到城市，结束了农村生活的相对隔绝状态。在1872年到20世纪初之间，公共教育日趋普及，学校强调传统的孝道观念，首先是对国家尽忠，其次是对家族尽孝，最后才是个人的私人利益。根据明治民法典，结婚需要得到户主的许可（第750条），对于30岁以下的男子和25岁以下的女子，还需要得到父母的许可（第772条）。
在包办婚姻中，大多数情侣会事先在一种被称为“相亲”（字面意思是“相互看”）的正式场合见面，甚至有些夫妻会在婚礼仪式上才第一次见面。一位访问日本的外国人这样描述相亲：“在这样的见面中，男女双方（如果彼此不认识的人可以这样称呼的话）被允许互相见面，有时甚至可以交谈，从而评估彼此的优点。” 然而，他们的反对意见往往没有什么分量。相亲原本是一种武士阶层的习俗，在20世纪初变得广泛流行，当时平民开始通过媒人（仲人）为他们的孩子安排婚姻。“相亲”这个词至今仍被用来区分包办婚姻（即使没有正式的见面）和“自由恋爱结婚”（恋愛）。
直到1873年3月14日，日本才正式允许日本人和非日本人之间结婚。外国公民需要放弃他们原本的国籍并获得日本国籍。
在这个时期的日本，恋爱仍然很少见。男孩和女孩在学校、电影院以及社交聚会上都是分开的。在企业内谈恋爱的同事可能会被解雇，在第二次世界大战期间，一起出行的情侣可能会被逮捕。父母有时会安排一场包办婚姻，以使“自由恋爱结婚”合法化，但也有许多这样的情侣最终分手，有时甚至会选择殉情自杀。人们认为爱情对于婚姻来说并非必不可少。曾出国留学的穗积男爵提议将没有爱情作为离婚的理由，但这一提议在1898年关于明治民法典的辩论中未获通过。一位作家在1930年写道：“根据传统的道德观念，‘陷入爱情’被认为是心理和道德上软弱的表现。”
婚姻，就像这个时期的其他社会制度一样，强调女性对男性的从属地位。女性一直被教导，作为女儿应该服从父亲，作为妻子应该服从丈夫，作为寡妇应该服从儿子。人们期望女性在婚姻中保持贞洁，一项直到1908年才被废除的法律允许丈夫在发现妻子通奸时杀死她和她的情人。尽管清教徒的道德观念偶尔会对日本相对宽松的性观念产生冲击，但女性卖淫的现象依然存在。
随着时间的推移，离婚的法律规定变得更加平等。在江户时代，丈夫可以通过写一封休书来与妻子离婚，而妻子唯一的办法就是逃到尼姑庵。明治早期的法律规定了几种丈夫可以离婚的理由：不育、通奸、不孝顺公婆、多嘴、盗窃、嫉妒和疾病。如果妻子被丈夫遗弃或囚禁，或者丈夫挥霍无度或患有精神疾病，在一位近亲男性的陪同下，妻子可以上诉要求离婚。1898年的民法典确立了双方同意离婚的原则，不过在20世纪初之前，女性的同意仍然可能是被迫的，因为随着时间推移，女性才逐渐获得了接受教育和实现经济独立的机会。争取离婚权利的斗争标志着日本女权运动的开始。

### 战后时期（1945年—至今）
日本投降并被盟军占领后，颁布了1947年《日本国宪法》。该法第24条以平等和自主选择为基础重新确立了婚姻制度：“婚姻仅应以两性的相互同意为基础而成立，应在夫妻双方享有平等权利并相互合作的基础上予以维持。关于选择配偶、财产权、继承、住所的选择、离婚以及其他与婚姻和家庭有关的事项，所有法律均应从个人尊严和两性基本平等的立场出发制定。”

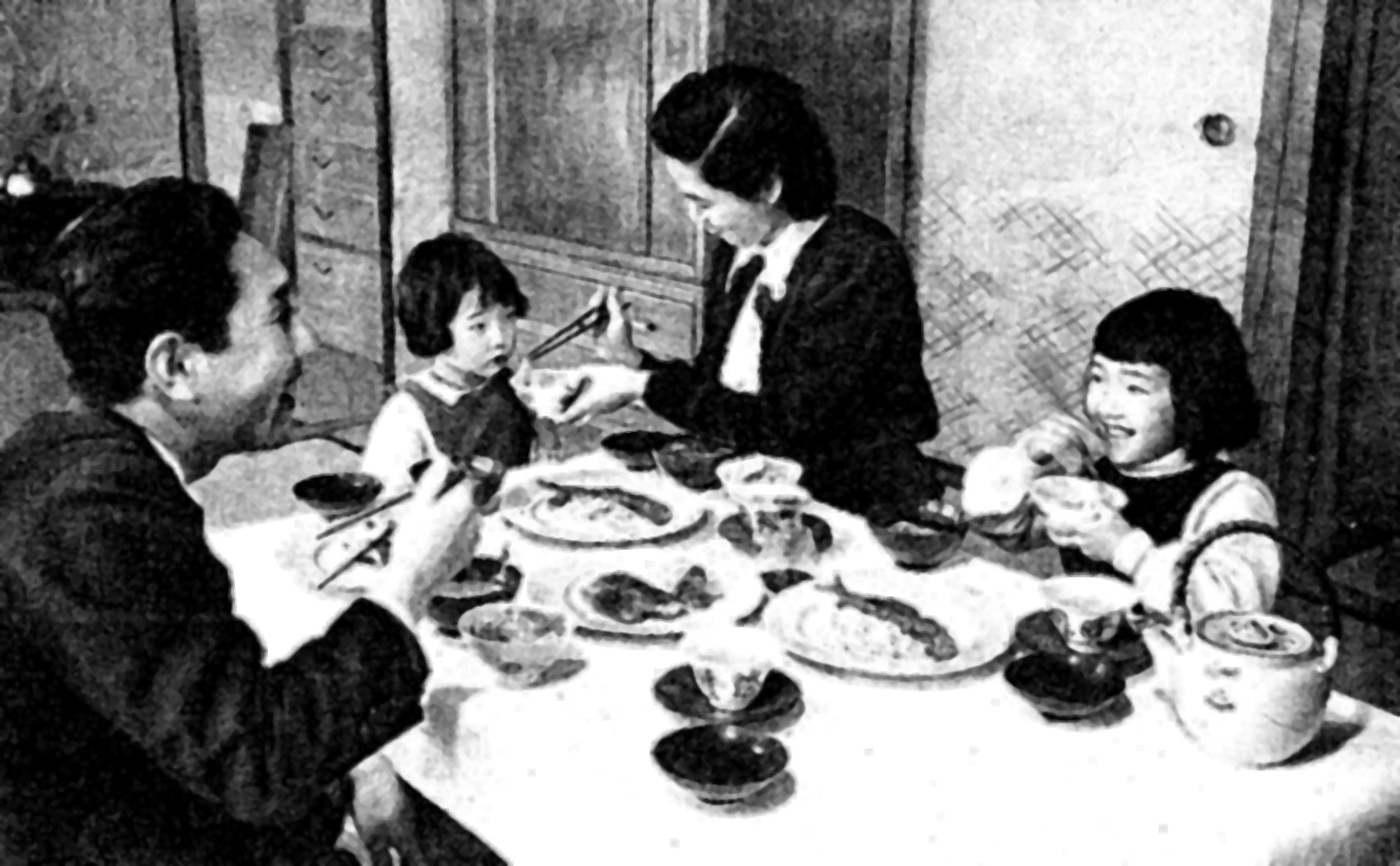
20世纪50年代的家庭聚餐

宪法废除了家族制度（家）的基础以及其核心的父权权威。现存的家庭予以保留，仍然保留着一份单独的户籍，在结婚时以丈夫或妻子的姓氏开始登记，但每个家庭的户主不再对其家属拥有任何特殊的法律特权。所有合法子女，无论男女，都获得了平等的继承权，终结了长子继承制以及对家族血统的关注。女性获得了选举权以及基于丈夫不忠而提出离婚的权利。明治时期强调的儒家价值观和国家神话逐渐从教育中消失了。传统的家族模式被一种新的模式所取代，即“家族”和“核心家庭”（核家族），成为了社会的基本单位。
近代以来，日本人口出现了新的变化，包括结婚年龄推迟、夫妻之间的年龄差距缩小、迅速生育两个孩子、非婚生子数量很少以及离婚率较低。终身雇佣制成为日本男性的就业常态，尤其是在20世纪50年代、60年代和70年代的战后经济繁荣时期。一种中产阶级的意识形态确立了一种性别化的家庭模式，男女有着不同的社会分工：丈夫作为上班族提供家庭收入，妻子作为家庭主妇管理家务并养育孩子。更好的健康状况和营养意味着预期寿命迅速延长，政府政策鼓励人们组成“三代同堂家庭”（三世代家族）来应对快速老龄化的社会。 在战后初期，由父母或媒人安排的相亲结婚仍然是主流，尽管在随后的几十年里，“自由恋爱结婚”的数量稳步增加。这两种婚姻方式的区别变得模糊：父母在“安排”婚姻之前几乎总是会先征求年轻人的意见，许多年轻人会请雇主或老师作为他们“自由恋爱结婚”的媒人。如今，每20对已婚夫妇中只有一对将他们的结合描述为包办婚姻，即使是从相亲开始，双方也往往会谈上几年恋爱。五分之三的夫妇是在工作场所或者通过朋友或兄弟姐妹认识的。
日本的在线约会服务曾因被视为招揽性交易（常常是与未成年女孩）、存在性骚扰和性侵犯行为，以及使用诱饵账号（在日语中称为“おとり”或“さくら”）来拖延用户以延长他们的订阅期而声名狼藉。像拥有800万用户的Pairs或Omiai这样的新服务引入了身份验证、年龄限制、严格的审核机制，并利用人工智能为认真寻找伴侣的人安排配对。用户资料通常包括年龄、所在地、身高、职业和薪资，也可能包括兴趣爱好和家庭相关的信息。
“相亲活动”这个词自2007年以来变得流行起来：它反映出一种专业的相亲服务行业，这些服务通常通过社交活动来安排潜在伴侣之间的见面，并且常常包括交换简历。日本的婚姻介绍所（結婚相談所）以及它们所属的协会，自2005年以来越来越受欢迎。日本政府也发布了一些关于使用婚姻介绍所的文件，特别是将促进国际婚姻作为应对人口下降问题的一种方法。

## 关于不婚及晚婚趋势的分析
日本近几十年来，平均结婚年龄逐年上升，未婚率也在上升，不婚主义、晚婚趋势日益明显。一般认为，造成这种现象的主要原因包括女性受教育程度的提高以及她们更多地参与社会活动（成为受薪劳动者）。如今，女性自身能够获得相当程度的收入，因此不再处于“不结婚就无法生存”的境地。
此外，日本经济不景气等因素导致育儿（尤其是男性参与育儿）变得困难。“到了一定年龄就必须结婚”这样的社会观念（对结婚的强制要求）逐渐淡化。女性社会地位与男性趋于平等，这也引发了女性对于因结婚、生育而暂时退出职场的担忧，原因是多方面的。另外，与结婚相比，一些地方自治体对单身父亲等只生育孩子而不结婚的情况提供育儿支持，这也是其中一个因素。
以下列举的观点来自作为婚姻中介顾问得以长期观察众多晚婚男女的白河桃子女士。这仅仅是一些晚婚男女的例子，并非是学者在对全体成年男女进行科学统计的基础上进行的研究和考察。
- 从女性的视角来看，与男性同居的吸引力下降（男性收入的不稳定）

对于男性而言，如果收入较低且未来发展前景不确定，结婚率就会降低。也就是说，在没有足够维持婚姻稳定的收入时，结婚就无从谈起。这也意味着，自己维持生计都很困难，更没有余力照顾他人，养育孩子就更不用想了。需要注意的是，有观点认为女性的年收入与结婚率之间不存在相关性。这种现象从20世纪80年代起，就以小规模农户和小商店男性难以结婚的形式逐渐显现，但在政府、地方公共团体以及大众传媒看来，这属于“对低收入男性的歧视”，是一个禁忌话题，所以一直未被提及。
直到20世纪90年代左右，大多数男性凭借年功序列制度，即便年轻时收入较低，但对未来收入增长仍有预期，因此不会对收入和未来感到担忧。然而，进入20世纪90年代后，随着经济转型以及全球化的推进，社会结构发生了变化。结果是，社会需要少数核心劳动者（大企业的正式员工和部分专业人士）以及大量非核心劳动者（非正式员工、正社员等）。这导致许多男性收入低且未来发展前景不确定（如自由职业者、派遣员工、合同员工、名义上的正式员工等），并且难以摆脱这种困境，从而使得结婚变得困难。
特别是在30多岁的年龄段，男性正规就业者的未婚比例为30.7%，而非正规就业者的未婚比例则高达75.6%。
- 从男性的视角来看，与女性同居的吸引力下降

虽然存在男性因收入低而无法结婚的情况，但白河指出，这只是问题的一个方面。
实际上，即使是男性中有正式工作且收入不错的人，不想结婚或者不愿结婚的情况也在增多。越来越多的男性认为结婚没有特别的好处，与女性共同生活也没有太多益处。
在现代社会，即使不在家自己做饭，餐饮业或预制食品以及便利店等都很发达。在家务方面，也有洗衣机、电饭煲、洗碗机、吸尘器等便利的家电产品，并且这些家电产品也在不断发展。因此，从单身男性的角度来看，有观点认为，即使不依赖女性，仅靠男性自己也能过上舒适的生活，所以与女性同居的好处在减少。
- 社会压力的减少

过去的日本，周围存在一种“结婚了才算成年人”的舆论压力。例如，很多企业都认为“不结婚就会影响晋升”，仅坚持单身就需要很大的勇气。这其中的原因是，企业经营者对让没有抚养义务的“无牵无挂的人”担任要职存在抵触情绪。这种类似社会“常识”的压力，促使所有男性在适婚年龄前结婚。但白河指出，在现代社会，男性不再承受这样的社会压力。此外，在存在这种压力的时代，年轻女性员工往往被视为男性员工的相亲对象，企业也常常为员工的婚姻操心，结婚曾是企业管理员工的一种手段。然而，现在谈论婚姻话题可能会涉及性骚扰。这样一来，对于男性来说，逃避结婚或推迟结婚变得越来越容易。
- 公司内部恋爱结婚以及相亲的减少

岩泽美帆、三田房美在《日本劳动研究杂志》2005年1月号的“职场姻缘结婚的兴衰与未婚化的发展”等文章中指出，过去公司内部恋爱是重要的结识机会。然而，由于就业冰河期，女性员工的招聘数量减少，非正式的交往也随之减少，导致公司内部恋爱的机会减少。随着机会的减少，公司内部结婚的情况也减少了。同样，岩泽美帆、三田房美认为，上述公司内部结婚以及相亲的减少，都构成了初婚率下降的原因。
- 女性想成为专职主妇的愿望与男性希望双方共同赚钱的期望之间的矛盾

白河指出，女性没有意识到或者没有回应男性“希望女性也能带来收入”的期望。从统计数据来看，越来越多的男性不希望女性成为专职主妇，并且越来越多的男性希望女性在婚后继续工作，为家庭带来收入。2005年的调查显示，“希望妻子重新就业”的占38%，“希望妻子既能做家庭主妇又能工作赚钱”的占28%，两者合计约66%的男性希望女性也能带来收入。相比之下，仅希望女性成为专职主妇的男性只占12%。白河分析认为，这并不是说男性期望女性有800万甚至1000万日元的高收入，而是希望女性能够稳定工作，赚取数百万日元左右。在近年来日本的经济形势下，一个人增加100万日元的收入都极为困难，因此女性是否工作，会使一个家庭的收入和可支配收入的数额相差1.5倍甚至2倍之多。
| 年份   | 专职主妇 | 重新就业 | 两者兼顾 |
| 1987年 | 约37%    | 约37%    | 约10%    |
| 1992年 | 约30%    | 约44%    | 约11%    |
| 1997年 | 约20%    | 约43%    | 约18%    |
| 2002年 | 约18%    | 约47%    | 约19%    |
| 2005年 | 约12%    | 约38%    | 约28%    |
| 2015年 | 约10%    | 约37%    | 约33%    |

对于希望成为专职主妇的女性来说，山田昌弘表示，如果男性收入低且未来发展前景不确定，那么女性就很难将其视为结婚对象。不过，由于没有关于女性不愿意回应（即希望成为专职主妇的女性统计数据以及她们希望成为专职主妇的理由统计数据），所以这种矛盾的实际程度尚不清楚。
- 女性想要避开“差劲男人”的意识增强

白河桃子通过《败犬的远吠》（酒井顺子著）、《没用的男人》（仓田真由美著）等作品主张，女性对结婚的意识以及对男性的意识（例如想要避开会实施家庭暴力等的差劲男人）正在发生变化。

## 文化

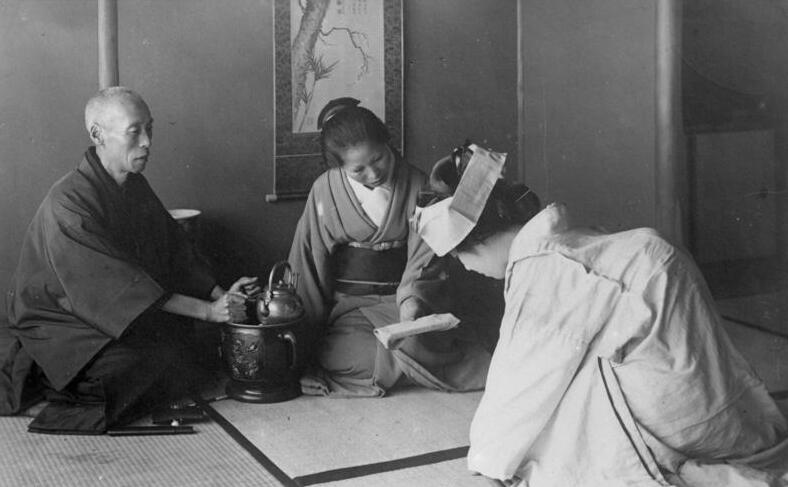
向父母致意的新娘

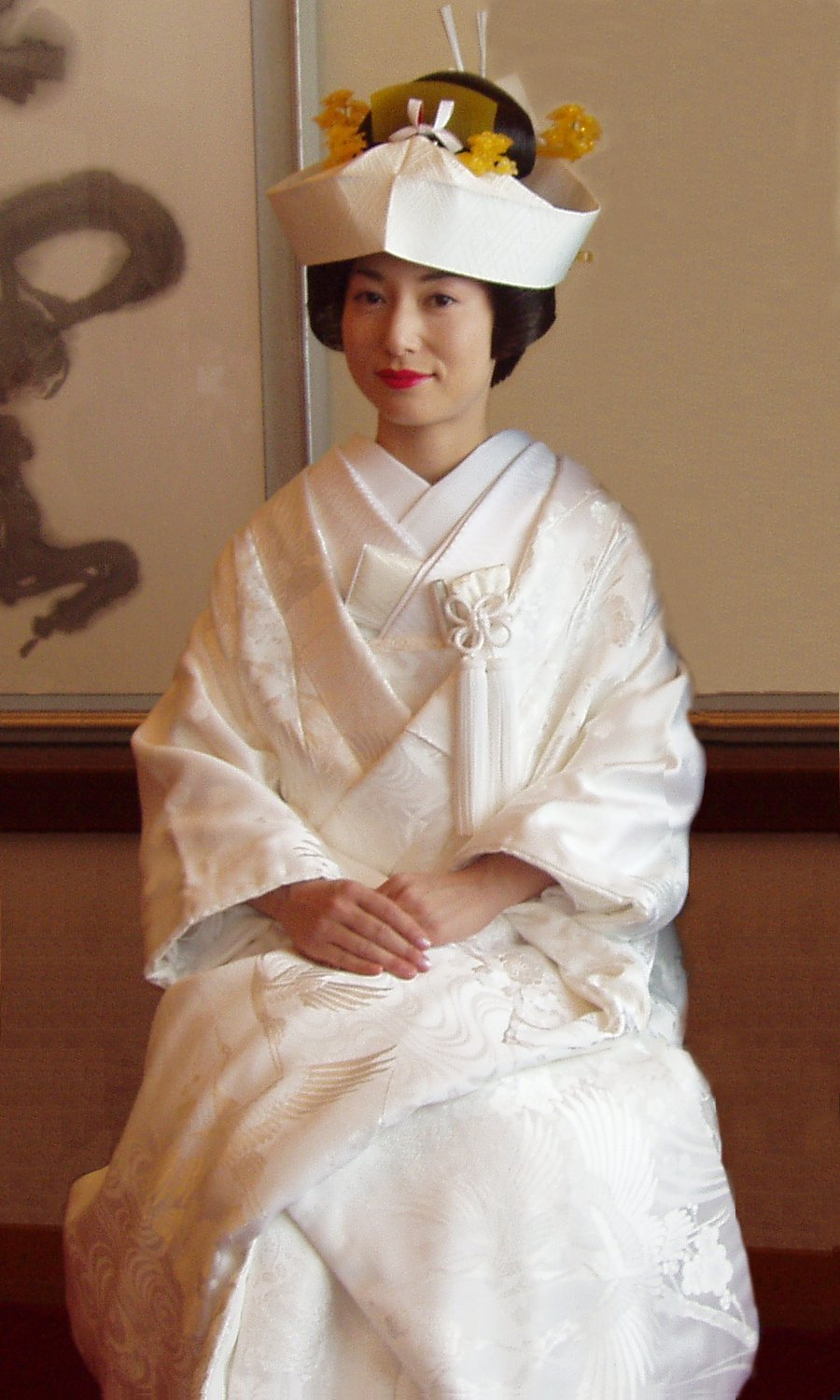
在婚礼上穿着和服的日本女性（2004年6月）

日本人对于提交结婚申请书的行为，在俗语中会说“籍を入れる（入籍）”，媒体等有时也会用“入籍”来表述，但这与户籍法上的“入籍”含义不同。户籍法上的“入籍”指的是成为已有户籍中的一员。已有户籍是指存在户主的户籍，要加入其中，只能成为户主的配偶，或者作为子女（包括养子女）被添加到户籍中。在户籍法上，结婚时如果是初婚（且没有进行分籍的情况），结婚申请书被受理后，双方会从原来各自所在的父母户籍中分离出来，建立新的户籍，夫妻二人构成这个新户籍。因此在这种情况下，不属于户籍法上的“入籍”。不过，如果有离婚或分籍的经历，当事人就会成为户主，此时迎接配偶进入自己的户籍，从户籍法上来说也可以称为“入籍”，但这种情况并不常见。同样，“结婚申请书”有时会被表述为“入籍申请书”，但入籍申请书是父母离婚或收养时，子女进入另一个（基本上是非户主一方的）户籍所提交的申请书，严格来说与结婚申请书完全是两回事。
近年来，出于想要实现夫妻别姓等原因，不提交结婚申请书而选择事实婚姻的情侣也在增多。即使在法律上没有提交相关申报，也会根据两人是否同居、同居时间长短、关系状态等判断标准，来判定“两人事实上处于婚姻状态/曾处于婚姻状态”等情况。而且在住民票上可以记载“夫（未申报）”“妻（未申报）”等内容。详情请参考事实婚姻的相关条目。
此外，作为结婚的近义词，从一方的角度出发的表述有“嫁入り（嫁入）”“輿入れ（迎娶）”“婿入り（入赘）”等。